# Serupepeli Tuvula
Serupepeli Tuvula (* 1963 in Nadi) ist ein ehemaliger fidschianischer Rugbyspieler. Er nahm 1987 mit der fidschianischen Rugby-Union-Nationalmannschaft an der Rugby-Union-Weltmeisterschaft teil.